# فرانتیشک فیلیپوفسکی
فرانتیشک فیلیپوفسکی (چکی: František Filipovský؛ ۲۳ سپتامبر ۱۹۰۷ – ۲۶ اکتبر ۱۹۹۳) بازیگر اهل جمهوری چک بود.
از فیلم‌ها یا برنامه‌های تلویزیونی که وی در آن نقش داشته‌است، می‌توان به قصه‌های چاپک، مسیحی و آزمایش اشاره کرد.